# Maddalena Vadacca
Maddalena Vadacca (Milano, 15 giugno 1965) è una doppiatrice italiana.

## Doppiaggio

### Film
- Céline Dion in Love Again
- Naomie Harris in La legge dei più forti
- Helena Bonham Carter in Mio marito è innocente

### Serie televisive
- Maggie Civantos in Vis a vis - Il prezzo del riscatto, Vis a vis - L'Oasis
- Suzie Plakson in How I Met Your Mother
- Kate Walsh in Tredici
- Ruth Negga in Preacher
- Victoria Hamilton in The Crown
- Belinda Bromilow in The Great
- Mami Nakanishi in Winspector
- Patricia Ja Lee in Power Rangers in Space
- Barbamamma in Barbapapà

### Film TV
- Debi Mazar in Holiday Heist - Mamma, ho visto un fantasma

### Animazione
- Candy Mieux in Sugar Sugar
- Catwoman in The Batman
- Haruka Ten'ou in Sailor Moon
- Emily in Emily e Alexander - Che tipi questi topi
- Tisifone ne I Cavalieri dello zodiaco - Saint Seiya - Hades
- Maria Ross in Fullmetal Alchemist e Fullmetal Alchemist: Brotherhood
- Zola in Blue Dragon
- Mei Terumi in Naruto Shippuden, The Last: Naruto the Movie
- Cabiria in Angel's Friends
- Yukiko Fujimine in Detective Conan
- Ririca e Gion in One Piece
- Lorelei in Pokémon
- Cenere in W.I.T.C.H.
- Principessa della Luna in Space Pirate Captain Herlock - The Endless Odyssey
- Iria in Zeiram e I.R.I.A - Zeiram the Animation
- Jolyne Kujo in Stone Ocean
- Hilma Cygnaeus in Overlord
- Sakura in Lamù (OAV)
- Diavolo Volpe in Chainsaw Man
- Lady Delilah Briarwood in La leggenda di Vox Machina
- Drolta Tzuentes in Castlevania: Nocturne
- Cathleen Bate / Star and Stripe in My Hero Academia

### Videogiochi
- Katarina in League of Legends
- Fran Badgers in Dangerous Heaven: La leggenda dell'Arca (2006)[1]
- Kai in Heavenly Sword (2007)[2]
- Consorte Sha'ira in Mass Effect 3 (2012 - DLC "La Cittadella")
- Imperatrice Jessamine Kaldwin / Il Cuore in Dishonored (2012)[3] e Dishonored 2 (2016)[4]
- Tutorial in Hitman: Absolution (2012)[5]
- Comandante Valery Dietz e Ammiraglio Marjorie Graves in Dead Space 3 (2013)[6]
- Zarya in Heroes of the Storm (2015),[7] Overwatch (2016),[8] Overwatch 2 (2022)[9]
- Kelly in Halo 5: Guardians (2015)[10]
- Talis in Starcraft II - Legacy of the Void (2015)[11]
- Sloane in Destiny 2 (2017)[12]
- Benerike in Assassin's Creed: Origins (2017)[13]
- Meve in Thronebreaker: The Witcher Tales (2018)
- Urðr in Assassin's Creed: Valhalla (2020)[14]
- Rogue Amendiares in Cyberpunk 2077 (2020)[15]
- Fara in Diablo II: Resurrected (2021)[16]
- Layla Carter in Suicide Squad: Kill the Justice League (2024)[17]
- Astrid in Unknown 9: Awakening (2024)[18]